# بطولة أوروبا لكرة الطائرة للرجال 1951
بطولة أوروبا لكرة الطائرة للرجال 1951 (بالفرنسية: Championnat d'Europe masculin de volley-ball 1951)‏ هو الموسم 3 من  بطولة أمم أوروبا للكرة الطائرة للرجال. أقيم خلال الفترة 12 سبتمبر 1951 وحتى 22 سبتمبر 1951، وأشرف على تنظيمه الاتحاد الأوروبي للكرة الطائرة، وكان عدد الأندية المشاركة فيه  10.